# Caleta Thornton
Die Caleta Thornton (spanisch; in Argentinien Caleta Mercado) ist eine Bucht an der Nordwestküste der Trinity-Halbinsel an der Spitze der Antarktischen Halbinsel. Sie liegt 8 km südwestlich des Siffrey Point.
Chilenische Wissenschaftler benannten sie nach Leutnant George Thornton M., Hydrograph auf der Yelcho bei der 25. Chilenische Antarktisexpedition (1970–1971). Der Hintergrund der argentinischen Benennung ist nicht überliefert.